# Madonna z Dzieciątkiem w otoczeniu świętych
Madonna z Dzieciątkiem w otoczeniu świętych (Sacra Conversatione, Madonna z Dzieciątkiem i Federikiem da Montefeltro, Pal di Brera lub Pala Montefeltro – z wł. pala – obraz ołtarzowy) – obraz autorstwa włoskiego malarza Piera della Francesca.
Historia, czas i okoliczności powstania dzieła są tematem sporu i hipotez wysuwanych przez historyków sztuki. Obraz został wykonany w Urbino dla księcia Federica da Montefeltro, przedstawionego na obrazie na pierwszym planie, w zbroi i w pozycji klęczącej z dłońmi złożonymi do modlitwy. Ukazanie księcia w zbroi skłania do interpretowania obrazu jako wojenne ex voto lub ma nawiązywać do turnieju rycerskiego rozegranego w 1459 roku, podczas którego Montefeltro odniósł ciężkie rany i był bliski śmierci. Istnieje również trzecia hipoteza, według której obraz miał był hołdem za odniesione zwycięstwo pod Volterrą 18 czerwca 1472 roku.
Tak jak wiele jest hipotez dotyczących okoliczności powstania, tak i istnieje wiele przypuszczeń odnośnie do Dzieciątka, które znajduje się w centralnej części dzieła. Jemu cześć oddaje zarówno książę, jak i Matka Boska. Legenda mówi, iż w 1472 roku na świat przyszedł syn Federica Guidobalda, lecz jego żona Battista Sforza zmarła zaraz po narodzinach dziecka. Obraz miał być złożonym hołdem dla ukochanej żony. W twarzy Maryi dopatrywano się rysów Battisty, a w Dzieciątku Guidobalda. Fakty historyczne przeczą tej hipotezie – Battista Sforza umarła z powodu zapalenia płuc.

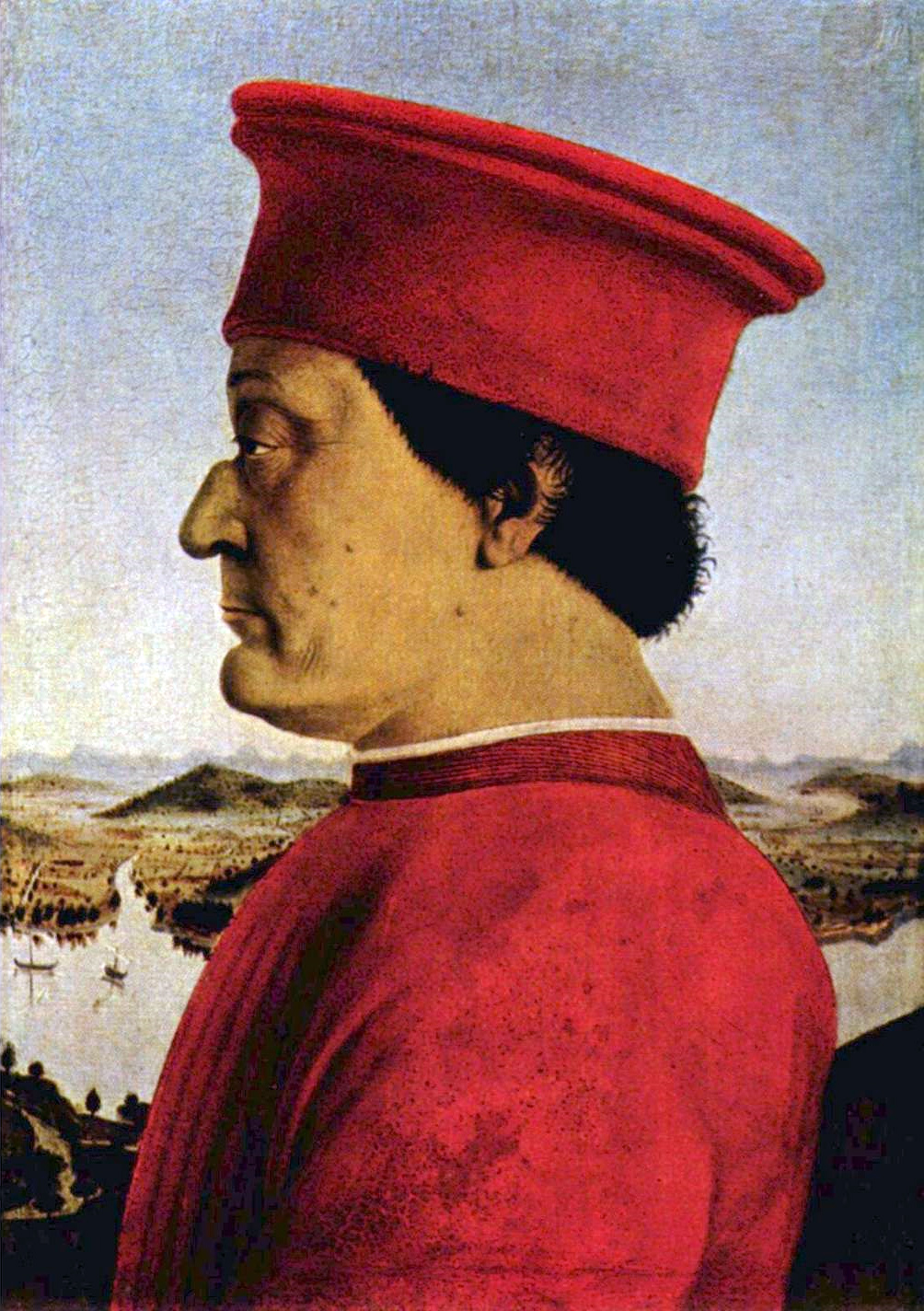
P. della Francesca, Portret Federica da Montefeltro i jego żony, Battisty Sforza (fragment)

Pierwotnie obraz był większy, ale został przycięty z każdej strony; ponadto zaginęła predella. W odciętych częściach znajdowało się architektoniczne otoczenie, prawdopodobnie sugerujące na wnętrze kościoła. Do takiego wniosku mogą prowadzić absyda za plecami Marii i sposób zgrupowania świętych. Postacie świętych (od lewej: Jan Chrzciciel, Bernard z Clairvaux, Hieronim ze Strydonu, Franciszek z Asyżu, Piotr z Werony i Jan Ewangelista) są rozmieszczone na tle absydy. Dzięki pionowym elementom, marmurowych płycizn i kanelowych pilastrów, obraz nabiera rytmiczności, a barwny poziomy pas marmuru wokół ściany podkreśla układ postaci biorących udział w sacra conversazione (świętej rozmowie). Nad głową Matki Bożej zwisa strusie jajo, co symbolizuje cykliczność życia wyznaczonej narodzinami i śmiercią. 
Portret Federica da Montefeltro został wykonany na podstawie tego samego szkicu, który posłużył do wykonania Portretu Federica da Montefeltro i jego żony, Battisty Sforza obecnie znajdującego się w Galerii Uffizi we Florencji.